# Cypris puertoricoensis
Cypris puertoricoensis är en kräftdjursart. Cypris puertoricoensis ingår i släktet Cypris och familjen Cyprididae. Inga underarter finns listade i Catalogue of Life.